# Scagliola

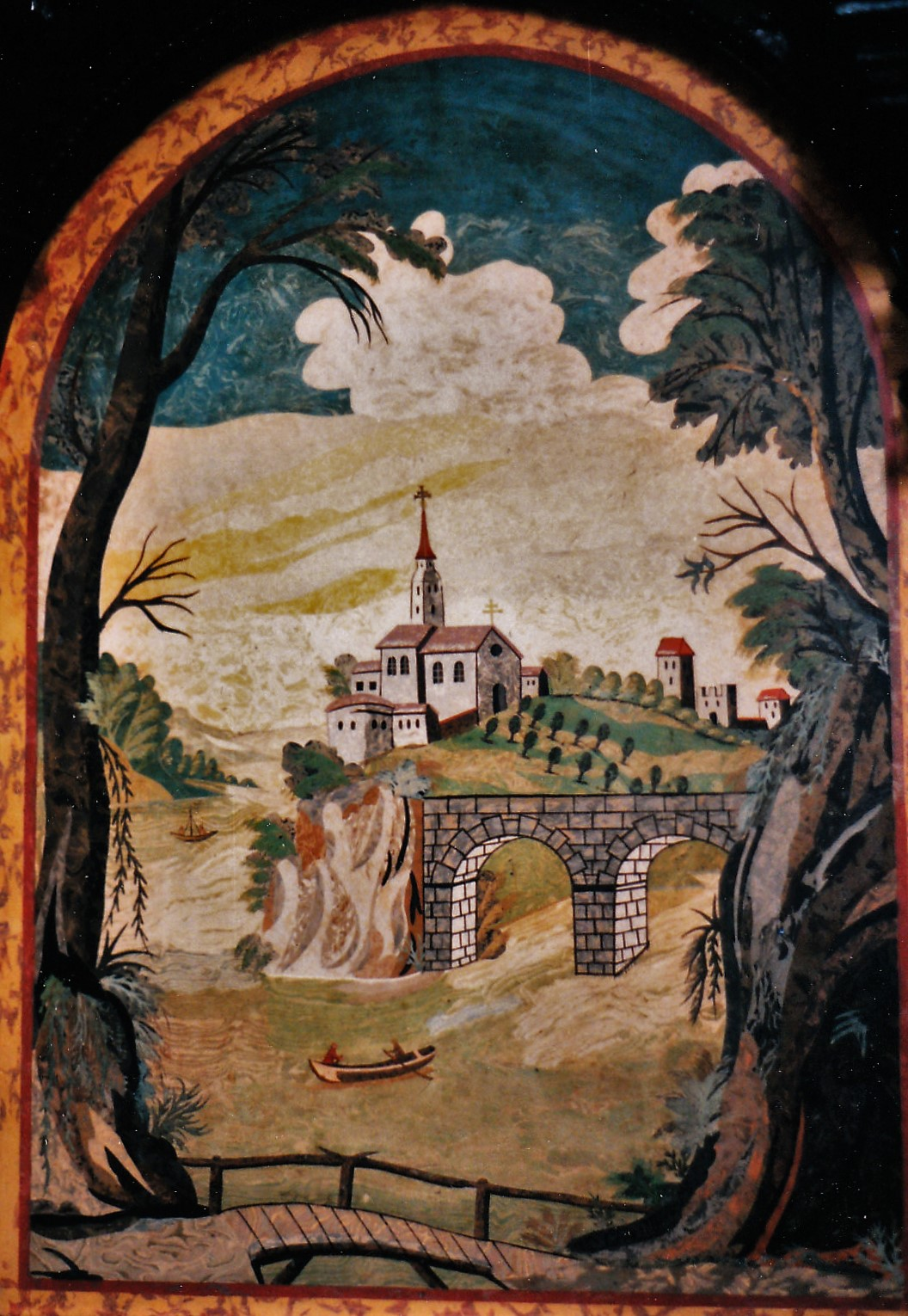
Tableau en scagliola (Kempten im Allgäu)

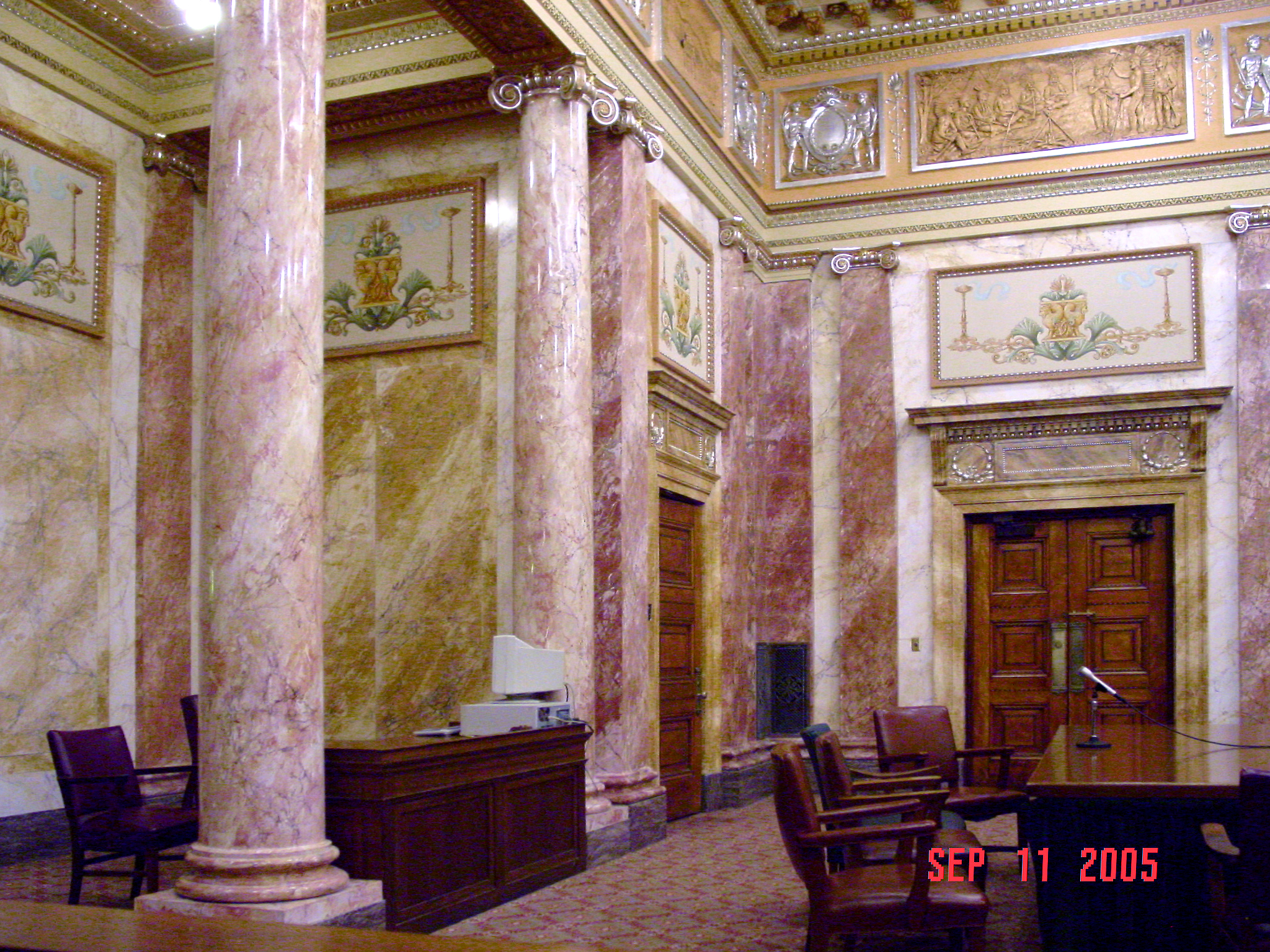
Colonnes en scagliola à Allen County Courthouse

La scagliola (de l'italien Scaglia, « écaille »), appelée également le stuc marbre, est une technique de production de colonnes, d'enduits de murs, d'incrustations de tables, de sculptures et d'autres éléments architecturaux en stuc imitant le marbre, originaire d'Italie.
C'est une substance composite à base de sélénite, colle et de pigments naturels, imitant le marbre et les autres pierres dures. La matière peut être veinée de couleurs appliquées dans la masse. Elle est polie à l'huile de lin pour la luminosité, et cirée pour la protection. La combinaison de la matière et des techniques offre une texture complexe, et une richesse de couleurs non disponible en marbre veiné naturel. Un matériel comparable est le terrazzo.
C'est tout simplement du plâtre teinté dans la masse avec des colorants naturels ou pas, poncé à l'eau avec des pierres ponces dans un 1er temps rebouché avec du plâtre et reponcé jusqu'à obtenir le poli brillant. L'huile ou la cire ne se passe qu'après le séchage complet du stuc pour le rendre imperméable.

## Histoire
Cette technique de la scagliola due  à l'ingénieur de Carpi Guido Fassi (1584-1649), s'est affirmée en Italie au début du Seicento. À la mode au XVIIe siècle en Toscane, elle est devenue  un substitut efficace aux coûteuses incrustations de marbre  des ateliers de l' Opificio delle pietre dure de la famille des Médicis à Florence. Elle est répandue dans les églises également dans le canton du Tessin en Suisse.

## Sources
- (en) Cet article est partiellement ou en totalité issu de l’article de Wikipédia en anglais intitulé « Scagliola » (voir la liste des auteurs).